# Запрет на донорство крови для мужчин, имеющих секс с мужчинами
Запрет на донорство крови для мужчин, имеющих секс с мужчинами (МСМ) представляет собой различные позиции, законодательные практики и полемику в ряде стран мира по вопросу об ограничениях и допуске к донорству крови для мужчин, имевших в прошлом или поддерживающих в настоящем времени однополые сексуальные контакты. Эта категория мужчин подразумевает участие в однополом сексе вне зависимости от сексуальной идентичности и сексуальной ориентации, хотя на практике в первую очередь сюда относят мужчин-гомосексуалов.
Дискуссия связана с тем фактом, что данная категория мужчин подвергаются повышенному риску ВИЧ/СПИД, вирусы которых могут передаваться через кровь. В ряде стран существует полный запрет либо иные ограничения на донорство крови, других тканей и органов для мужчин, имеющих в прошлом или настоящем однополые сексуальные контакты. Сроки ограничений варьируются от страны к стране. Эти ограничения затрагивают также и женщин, имеющих сексуальные отношения с такими мужчинами, но не касаются женщин, имеющих секс с женщинами.
Запреты на донорство крови МСМ подвергаются критике со стороны многих научных специалистов, профессиональных и правозащитных организаций, а также ЛГБТ-активистов как дискриминационные и устаревшие, с тех пор, как существуют тщательные методы тестирования, исключающие донорство тех, кто заражён.

## Распространение ВИЧ среди МСМ
По данным ЮНЭЙДС, вероятность ВИЧ-инфицирования мужчин, практикующих однополый секс, примерно в 20 раз превышает аналогичный показатель для общего населения.
Сюзанна Штёккер (нем. Susanne Stöcker), представитель немецкого Института имени Пауля Эрлиха, утверждает, что никакие современные методы тестирования на ВИЧ не дают 100 % гарантии обнаружения вируса, однако новейшие тесты сводят этот риск к минимуму. Например, в Германии вероятность заражения ВИЧ через переливаниe крови составляет 1 к 4,3 миллионам. В то же время за период с 2000 по 2008 годы в стране было пять случаев заражения ВИЧ через переливание. Кроме того, современными методами вирус не может быть обнаружен в первые 14 дней после заражения.

## Ситуация в Северной Америке

### Ситуация в США
Причиной запрета в США, согласно данным Управления по санитарному надзору за качеством пищевых продуктов и медикаментов (FDA), является имеющийся у МСМ значительно более высокий уровень риска ВИЧ, гепатита B и некоторых других инфекций, которые могут передаваться при переливании крови. Пожизненный запрет действует на любое донорство для человека, имевшего хотя бы один гомосексуальный контакт после 1977 года. Мужчины, имевшие секс с мужчинами с 1977 года, в 60 раз чаще заражены ВИЧ, чем в среднем по популяции, в 800 раз чаще, чем первичные доноры крови, и в 8000 раз чаще, чем повторные доноры (данные Американского Красного Креста). При этом в ряде случаев медицинские тесты не могут своевременно выявить ВИЧ у потенциального донора.
В 2006 году Американская ассоциация банка крови, Американский Красный Крест и Американский центр крови совместно выступили за изменение текущей политики пожизненного запрета на ограничение в пределах одного года после последнего сексуального контакта.
19 августа 2009 года Ассамблея судебного комитета Калифорнии (Assembly Judiciary Committee in California) приняла Резолюцию против дискриминации донорства крови в США (U.S. Blood Donor Nondiscrimination Resolution), требующую от Управления по контролю качества пищевых продуктов и лекарственных средств (FDA) положить конец запрету донорства крови мужчинам, имеющим секс с мужчинами.
В апреле 2010 года Нью-Йоркский городской совет принял резолюцию, требующую от FDA устранить запрет, где говорилось: «Этот запрет был основан на предубеждении, непродуманном реакционизме и неверном понимании ВИЧ-/СПИД-заболевания. Учитывая постоянную потребность в крови, это не имеет здравого смысла». 1 июня 2010 года Городской совет округа Колумбия Вашингтона также издал резолюцию, призывающую FDA «полностью отменить запрет донорства крови мужчин, имеющих секс с мужчинами, 1977 года в пользу политики, которая защищает безопасное и целостное снабжение кровью на основе современных научных критериев».
18 июня 2013 года Американская медицинская ассоциация выступила против действующего запрета в США на донорство крови мужчин, имеющих секс с мужчинами. Член правления ассоциации Уильям Коблер отметил, что «пожизненный запрет на донорство крови для мужчин, вступающих в сексуальные контакты с мужчинами, является дискриминационным и не основанным на достоверных научных данных». Ассоциация рекомендует изменить политику так, чтобы возможности донорства оценивалась на индивидуальном уровне, а не путём включения всей группы МСМ в одну категорию высокого риска.
23 декабря 2014 года Управление по надзору за качеством продуктов питания и лекарственных средств правительства США (FDA) отменила пожизненный запрет донорства крови для МСМ, заменив его на 12-месячное ограничение. Таким образом, по новым правилам, к донорству крови допускаются МСМ, в течение последних 12 месяцев воздерживающиеся от однополых сексуальных контактов. Такие же ограничения действуют, например, в отношении клиентов проституток, наркоманов и тем, кто ездил в страны с малярией, несмотря на то, что симптомы этого заболевания проявляются уже в течение 40 дней после инфицирования.
В 2020 году Управление по надзору за качеством продуктов питания и лекарственных средств правительства США сократило срок воздержания от однополых контактов для доноров с 12 месяцев до 3 месяцев.

### Ситуация в Канаде
В Канаде запрет на донорство крови для МСМ был введён в 1980-е годы на волне паники перед новым смертельным вирусом ВИЧ. С 22 июля 2013 года решением министерства здравоохранения Канады этот запрет снимается. Однако доступ к донорству получают лишь мужчины, которые в течение последних 60 месяцев (5 лет) воздерживались от однополых сексуальных контактов.

## Ситуация в Европе
Запрет на донорство крови для МСМ был введён во многих странах Европы во второй половине 1980-х годов с началом эпидемии СПИДа. Согласно директиве ЕС 2004/33/EG от 22 марта 2004 года, от донорства крови должны быть исключены лица, «чьё сексуальное поведение сопряжено с повышенным риском гемотрансфузионного способа передачи инфекций, вызывающих тяжёлые заболевания».
С 2000-х годов дискуссии по вопросу правомерности и целесообразности общего запрета донорства крови для МСМ велись на самых различных уровнях, в том числе и на совещании компетентных органов по вопросам крови и её компонентов при Европейской комиссии. Кроме того, при Европейском директорате по качеству лекарственных средств для здравоохранения при участии Генерального директората по здравоохранению и защите потребителей (англ. Directorate-General for Health and Consumers) и Европейского центра по профилактике и контролю заболеваний была создана специальная рабочая группа, занимающаяся данным вопросом, первое заседание которой состоялось 5 февраля 2010 года.
Европейская комиссия считает генеральный запрет для гомо- и бисексуальных мужчин на донорство крови нарушением европейских законов. В июле 2014 года генеральный адвокат Европейского суда по правам человека Паоло Менгоцци (итал. Paolo Mengozzi), рассмотрев жалобу француза Жоффрея Леже, которому в 2009 году в Швейцарии было отказано в кроводаче в связи с его гомосексуальностью, выразил мнение, что запрет на донорство крови для МСМ является «открытой непрямой дискриминацией». Само судебное заседание ещё должно состояться. Мнение генерального секретаря ЕСПЧ не является обязательным для суда, однако предложение независимому суду правового решение дела входит в его полномочия.
В конце апреля 2015 года, по запросу французского суда, Европейский суд разъяснил, что недопустимо запрещать гомосексуалам сдавать донорскую кровь, если методы обнаружения ВИЧ-инфекции и опросы доноров могут обеспечить безопасность здоровья получателей крови. В своём разъяснении суд сослался на принцип пропорциональности и на запрет дискриминации по признаку сексуальной ориентации.
- Донорство крови для МСМ полностью запрещено, например в Германии и Австрии[31], в Литве[32], Люксембурге[33], Нидерландах[34], Словении[35], Хорватии[36] и Швейцарии[37][38][39]. В Бельгии донорство крови для МСМ тоже запрещено[40], однако в стране планируется официальный пересмотр данного вопроса[31].
- Во многих странах Европы тотальный запрет на донорство крови для МСМ был снят и заменён более мягкими ограничениями. Так, в Великобритании (кроме Северной Ирландии) с 7 ноября 2011 года к донорству крови допускаются МСМ, в течение последнего года воздерживающиеся от однополых сексуальных контактов[41]. В Северной Ирландии с 1 июня 2020 года к донорству допускается лицо, которое в течение 3-х предшествующих месяцев воздерживалось от однополых половых контактов[42]. В Финляндии с 12 мая 2014 года МСМ также разрешено сдавать кровь после года воздержания от однополых сексуальных контактов[43][44]. С 3 мая 2021 года в Финляндии мужчинам разрешено сдавать кровь через 4 месяца после того, как они вступили в сексуальный контакт с другими мужчинами[45]. В Ирландии[46], и Швеции[11][47] также требуется, чтобы доноры в течение как минимум одного последнего года воздерживались от однополого секса.
- В некоторых странах запрет был полностью снят. Так, Испания более не накладывает никаких общих запретов на донорство МСМ, а исключает потенциальных доноров, имеющих многочисленные сексуальные контакты независимо от их сексуальной ориентации[31]. Португалия с 2006 года также больше не исключает МСМ от донорства крови[41]. С апреля 2020 года все ограничения для доноров крови, практикующих однополый секс, сняты в Венгрии[48]. В феврале[49] 2021 года запрет на донорство крови для людей в гомосексуальных отношениях был снят властями Украины[50]. В 2022 году запрет на донорство был снят во Франции[51] и в Греции[52].

### Ситуация в Великобритании

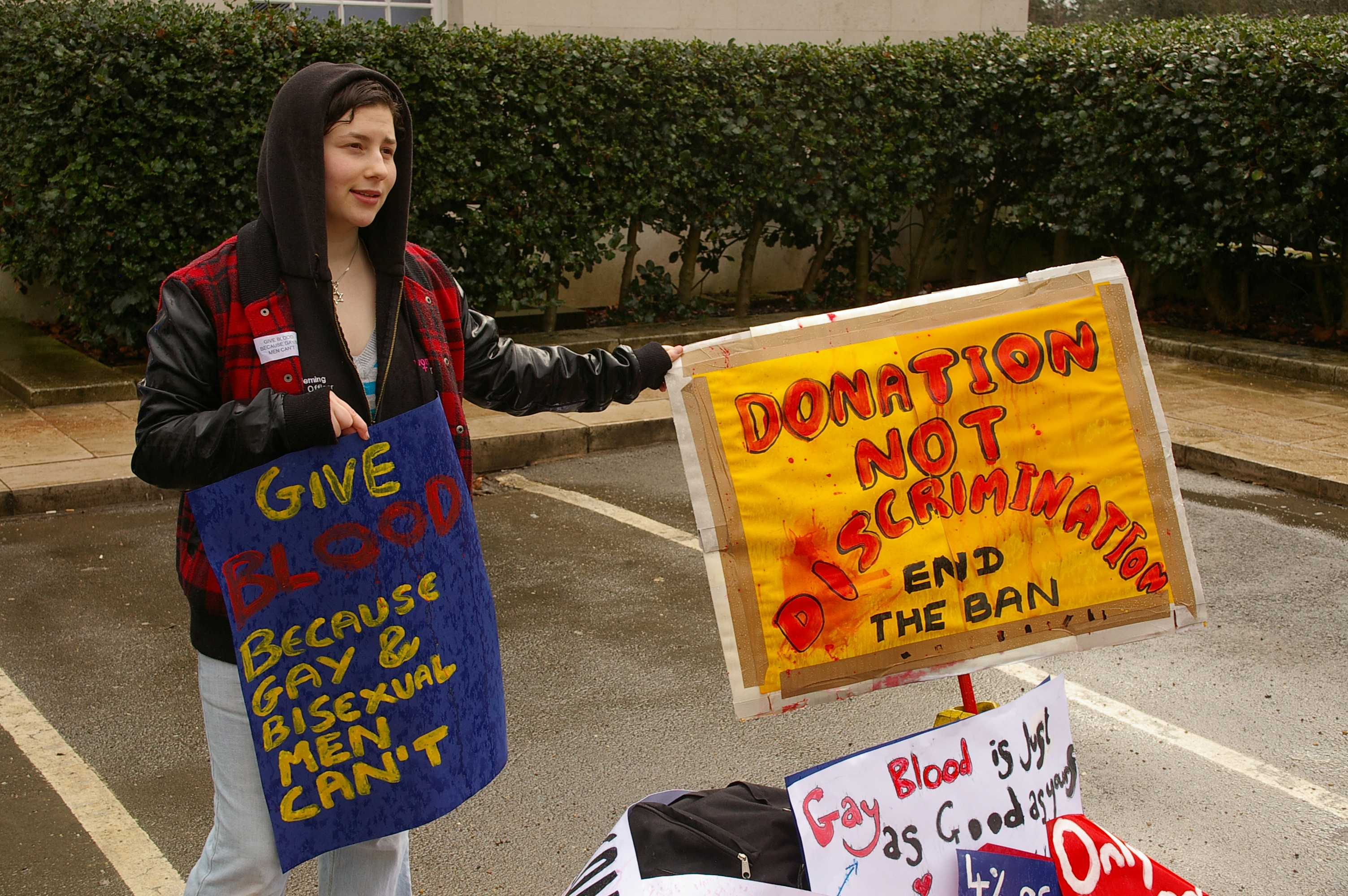
Одиночный пикет в Великобритании против запрета донорства крови МСМ.

Полный запрет донорства крови для МСМ был введен в Великобритании в начале 1980-х годов как ответ на распространение СПИДа и отсутствие эффективных методов его выявления. С появлением новых технологий тестирования крови такой запрет вызывал много вопросов, поэтому его отмены добивались правозащитники. В результате правительственный комитет, занимающийся вопросами безопасности донорских крови и органов, рекомендовал изменить порядок донорства крови, поскольку последние применяемые разработки позволяют выявлять ВИЧ гораздо быстрее и достовернее. Кроме того, с 2002 года в Великобритании не было зарегистрировано ни одного случая заражения ВИЧ через переливание крови.
В сентябре 2011 года после многочисленных дискуссий запрет был снят. Однако, по-прежнему, к донорству не допускаются мужчины, имеющие любые однополые сексуальные контакты за последние 12 месяцев. Правило также касается и женщин, имевших сексуальные контакты с МСМ. Согласно организации National Blood Service, осуществляющей контроль донорской крови в стране, такой срок в один год необходим для преодоления «инкубационного периода», когда вирус выявить невозможно.
Новые правила вступили в силу на территории Англии, Шотландии и Уэльса 7 ноября 2011 года.
Министерство здравоохранения Северной Ирландии отказалось предоставить МСМ право быть донорами крови. Соответствующее решение было принято главой ведомства Эдвином Путсом (англ. Edwin Poots) со ссылкой на заключение Консультативного комитета по безопасности донорской крови, органов и тканей (англ. Advisory Committee on the Safety of Blood, Tissues and Organs), специалисты которого считают, что в результате отмены ограничений на донорство крови для МСМ возрастет риск заражения реципиентов ВИЧ-инфекцией.
Позиция Минздрава Северной Ирландии вызвала резкую критику со стороны политиков и ЛГБТ-организаций. Представитель Ольстерской юнионистской партии Джон Маккалистер (англ. John McCallister) связывает это решение с предрассудками.

### Ситуация в Германии
Согласно последней редакции директивы о донорстве (2010 год), МСМ включаются в группу лиц с рискованным сексуальным поведением и исключаются из списка потенциальных доноров. В то же время Федеральная медицинская ассоциация Германии поясняет, что повышенный риск передачи ВИЧ-инфекции среди МСМ вызван не их сексуальной ориентацией, а повышенным числом сексуальных партнёров и специфическим сексуальным поведением (оральный и анальный секс). Медицинская ассоциация также указывает на невозможность проведения детального изучения каждого желающего сдать кровь, и считает неуместными чересчур интимные вопросы (например, об используемых сексуальных практиках) в анкетах для доноров, которые могут отпугнуть население от сдачи крови. Сюзанна Штёккер (нем. Susanne Stöcker), представитель Института имени Пауля Эрлиха, утверждает, что пункты приёма крови не могут себе позволить длительных бесед с каждым потенциальным донором, поэтому исключить всех МСМ представляется наиболее простым решением.
Некоторые эксперты, в частности, некоторые представители Института Эрлиха, придерживаются мнения, что поголовный запрет МСМ от участия в донорстве крови имеет скорее отрицательные последствия, чем положительные. Это связано с тем, что отсев МСМ производится лишь по данным анкетирования, однако никто не может проверить принадлежность мужчины к группе МСМ, в связи с чем многие из них всё равно умалчивают об этом. В связи с этим необходима разработка принципиально нового подхода к оценке доноров. Кроме того, существует группа лиц, которая приходит в пункты сдачи крови не с целью донорства, а с целью прохождения сопутствующего обязательного теста на ВИЧ. Среди таких людей часто оказываются лица с промискуитивным сексуальным поведением.
Право МСМ на донорство крови отстаивает также и Союз геев и лесбиянок Германии, призывая отсеивать кандидатов не по группам риска, а по реальному сексуальному поведению.

### Ситуация в Австрии
Мужчины, имеющие секс с мужчинами, также отлучены от донорства в Австрии. До 2003 года в некоторых пунктах приёма крови донорство также было запрещено и лесбиянкам. Представитель партии Зелёных Марко Шройдер (нем. Marco Schreuder) видит в таком положении не отвечающую современному состоянию «чистой воды дискриминацию» и предрассудки, основанные на мнении о промискуитивности геев. Согласно официальной статистике, с 1998 года в стране гетеросексуальный путь заражения превалирует над гомосексуальным, а в 2009 году было зарегистрировано лишь 6 новых инфекций среди МСМ и 14 — среди гетеросексуалов.

## Ситуация в России
В апреле 2007 года российские ЛГБТ-активисты направили в Министерство здравоохранения и социального развития письмо, в котором потребовали исключить из перечня абсолютных противопоказаний к донорству крови гомосексуальных мужчин, назвав такой запрет дискриминационным и губительным, и пересмотреть приказ Минздрава от 14 сентября 2001. 16 апреля 2008 года министр здравоохранения и социального развития Татьяна Голикова издала приказ «О внесении изменений в приказ Министерства здравоохранения Российской Федерации от 14 сентября 2001 г. № 364 „Об утверждении порядка медицинского обследования донора крови и её компонентов“», который отменил запрет на сдачу крови мужчинами, практикующими секс с мужчинами. Приказ был зарегистрирован в Минюсте 13 мая 2008 года и вступил в силу через десять дней, то есть 23 мая.
Согласно официальной российской статистике, доля МСМ среди ВИЧ-положительных лиц в России в 2011 году составила 1,3 %.

## Другие страны
Донорство крови для МСМ полностью запрещено в Гонконге и Китае. В Новой Зеландии донорство крови МСМ разрешено, если они воздерживались от однополых контактов в течение последних пяти лет. В Австралии и Японии этот период составляет один год, а в ЮАР — шесть месяцев.
В Израиле донорство крови ранее также было запрещено для МСМ. Однако в июне 2017 года для доноров, относящихся к МСМ, был установлен срок воздержания в 1 год, а в январе 2018 года этот срок был отменен и МСМ получили право сдавать кровь наравне с остальными мужчинами.
На Тайване донорство крови для МСМ было полностью запрещено, но позднее запрет был ослаблен — с мая 2018 года запрещено сдавать кровь только тем МСМ, которые практиковали незащищенный анальный секс с мужчинами в течение последних пяти лет.